# Grand Prix de Hannut
Der Grand Prix de Hannut (auch: Grand Prix du Printemps) war ein in Hannut, Belgien ausgetragenes Eintagesrennen im Straßenradsport.
Das Rennen wurde zwischen 1967 und 2000 jährlich ausgetragen.
Die Siege gingen an einheimische Rennfahrer aus Belgien. Rekordsieger ist der Belgier Albert Van Vlierberghe mit drei Siegen.

## Sieger
| Jahr | Sieger                 | Zweiter                | Dritter                 |
| ---- | ---------------------- | ---------------------- | ----------------------- |
| 1967 | Jean-Baptiste Claes    | Émile Bodart           | Carmine Preziosi        |
| 1968 | Herman Vrancken        | Henri Pauwels          | Roger Blockx            |
| 1969 | Albert Van Vlierberghe | Eddy Peelman           | Willy Donie             |
| 1970 | Roger Swerts           | Georges Van Coningsloo | Willy Moonen            |
| 1971 | Albert Van Vlierberghe | Frans Mintjens         | Tino Tabak              |
| 1972 | Albert Van Vlierberghe | Eddy Verstraeten       | Ludo Van Der Linden     |
| 1973 | Tony Gakens            | Christian Callens      | Herman Vrijders         |
| 1974 | Eddy Verstraeten       | André Dierickx         | Émile Bodart            |
| 1975 | Roger Loysch           | Ludo Van Staeyen       | Walter Planckaert       |
| 1976 | Jos Gysemans           | Willy In ’t Ven        | Roger Swerts            |
| 1977 | Willem Peeters         | Alfons De Bal          | René Wuyckens           |
| 1978 | Gustaaf Van Roosbroeck | Marc Renier            | Alfons De Bal           |
| 1979 | Roger Rosiers          | Fedor den Hertog       | Joseph Borguet          |
| 1980 | Eddy Vanhaerens        | Jan Aling              | Michel Vaarten          |
| 1981 | Paul De Keyser         | Gérard Blockx          | Frans Van Looy          |
| 1982 | Jan Bogaert            | Yvan Lamote            | Guido Van Sweevelt      |
| 1983 | Freddy Maertens        | Walter Dalgal          | Jozef Lieckens          |
| 1984 | Gery Verlinden         | Jean-Marie Wampers     | Dominique Turcksin      |
| 1985 | Alain De Roo           | Willy Teirlinck        | Jan Bogaert             |
| 1986 | Eddy Planckaert        | Frank Hoste            | Jelle Nijdam            |
| 1987 | Rik Van Slycke         | Bruno Geuens           | Jean-Marc Vandenberghe  |
| 1988 | Ludo Giesberts         | Jean Habets            | Bruno Geuens            |
| 1989 | Benny Van Brabant      | Michel Cornelisse      | Jean-Paul van Poppel    |
| 1990 | Jelle Nijdam           | Jan Bogaert            | Johan Capiot            |
| 1991 | Ludo Giesberts         | Didier Priem           | Jean-Pierre Heynderickx |
| 1992 | Michel Cornelisse      | Patrick Roelandt       | Rober van de Vin        |
| 1993 | Wim Omloop             | Rober van de Vin       | Peter De Frenne         |
| 1994 | Peter Spaenhoven       | Frédéric Moncassin     | Hans De Meester         |
| 1995 | Niko Eeckhout          | Hans De Meester        | John van den Akker      |
| 1996 | Andy De Smet           | Jelle Nijdam           | Bart Heirewegh          |
| 1998 | Scott Guyton           | Erwin Thijs            | Nico Renders            |
| 1999 | Raymond Meijs          | Juris Silovs           | Frank Corvers           |
| 2000 | Leif Hoste             | Bart Heirewegh         | Berry Hoedemakers       |